# Карійська експедиція Антигона III
Карійська експедиція Антигона III — похід македонського царя Антигона Досона до розташованої на південному заході малоазійського півострова Карії.

Карія (зафарбована у "македонський" коричневий колір) та Пергам на мапі Малої Азії

Станом на початок 220-х років до н.е. малоазійські володіння Селевкідів знаходились під контролем Антіоха Гіеракса, котрий дещо раніше повстав проти свого брата царя Селевка II та добився фактичної незалежності. В 230-228 рр. до н.е. Гіеракс зазнав цілої серії поразок від пергамського царя Аттала I, котрий внаслідок цього захопив великі території на заході Малої Азії, тоді як Антіох покинув її та невдовзі загинув. В той же час, поки йшла ця війна Пергама та Гіеракса, Селевк II мав серйозні проблеми у боротьбі з відпалою Парфією.

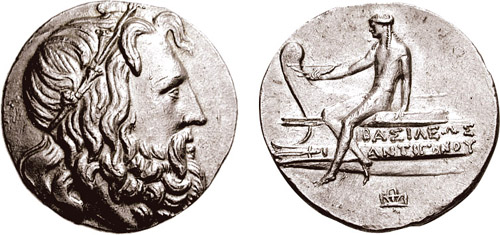
Антіох III Досон

Олімпік, котрий управляв Карією з часів Третьої Сирійської війни (246-241 рр. до н.е.), ймовірно, вирішив не коритись пергамському царю та, враховуючи зростаючу міць Аттала, підшукати собі союзника на випадок боротьби з ним. Він звернувся до македонського царя Антигона Досона, котрий якраз на початку 220-х років до н.е. успішно подолав найближчих ворогів своєї держави та завершив Деметрієву війну. Як наслідок, Антигон здійснив морську експедицію до Карії, подробиці якої невідомі. Взагалі, про сам факт походу македонського царя стало відомо із знайденого в Лабранді напису, який містить лист наступника Антигона Філіппа V, котрим останній підтверджує всі надані Олімпіку привілеї.
В подальшому Антигон та Філіпп були зайняті наступними війнами у Греції, тоді як Олімпік до кінця 3 століття до н.е. зберігав положення напівнезалежного династа.

## Див.також
Війна Аттала I з Селевкідами
Олімпік